# Marquesasliest
Der Marquesasliest (Todiramphus godeffroyi, Synonym: Halcyon godeffroyi) ist eine seltene Eisvogelart aus der Unterfamilie der Lieste (Halcyoninae). Er ist auf den Marquesas-Inseln endemisch. Das Artepitheton ehrt den Hamburger Kaufmann Johan Cesar Godeffroy.

## Merkmale
Der Marquesasliest erreicht eine Körperlänge von etwa 21 cm. Beide Geschlechter weisen einen weißen Oberkopf, einen weißen Hals sowie eine weiße Unterseite auf. Eine dunkle Maske zieht sich durch das Auge. Am Nacken befindet sich ein blau-schwarzer Streifen und eine schmale Binde. Der obere Mantel ist durch ein charakteristisches, bräunlich-gelbes Dreieck gekennzeichnet, während der restliche Teil des Oberseitengefieders, einschließlich der Flügel und des Schwanzes, in einem hellen Blau erscheint. Der Oberschnabel ist schwarz, während der Unterschnabel eine hellgelbe bis hornfarbene Färbung aufweist, mit einer dunklen Spitze und scharfen Schneidekanten. Die Iris ist dunkelbraun, und die Beine sowie Füße sind schwarz. Juvenile Vögel zeichnen sich durch eine blau-grüne Krone und schwarze Kopfseiten aus. Ihre Brust ist ebenfalls schwarz, während die Oberseite grau-blau gefärbt ist.

## Systematik
Der Marquesasliest bildet eine Artengruppe mit mehreren anderen australasiatischen und polynesischen Taxa, darunter mit dem Götzenliest (Todiramphus sanctus). Die Art ist monotypisch.

## Verbreitungsgebiet
Der Marquesasliest kommt heute mit Sicherheit nur noch auf der Marquesas-Insel Tahuata vor. Auf Hiva Oa gilt er als ausgestorben. Berichte von Ua Pou, Mohotane und Fatu Hiva gelten offenbar als fehlerhaft.

## Lebensraum
Der Marquesasliest bevorzugt dichte, feuchte Primärwälder entlang von Gebirgsbächen und in abgelegenen Tälern. Er wurde auch in Kokosnussplantagen, an trockenen Hängen mit Mangos und Bäumen der Art Eugenia cuminii sowie auf mit Kasuarinen-Hainen bewachsenen Gipfeln beobachtet, wobei er vom Tiefland bis in mittlere Höhenlagen vorkommt.

## Lebensweise
Der Marquesaslist ist wahrscheinlich ein Standvogel. Seine Nahrung umfasst Insekten, vor allem Käfer (Coleoptera) und große Grashüpfer (Orthoptera) sowie kleine Eidechsen; möglicherweise auch Fische. Er schnappt die Beute im Laub oder im Sturzflug von einer Sitzwarte auf dem Boden oder im Wasser. Die Eiablage war zwischen September und Januar auf Hiva Oa. Das Nest wurde in einem Loch eines alten Mangobaums gefunden, ein weiteres in einer Höhle mit zwei Eingängen, die in einem verrotteten Schraubenbaum-Stamm errichtet wurde, 2 bis 5 m über dem Boden. Der Durchmesser des Nistlochs betrug 3 bis 5 cm. Ein weiteres Loch befand sich im Stumpf einer abgestorbenen Kokospalme in 7 m Höhe. Weitere Informationen über sein Fortpflanzungsverhalten liegen nicht vor.

## Lautäußerungen
Der Ruf besteht aus einem kurzen, tiefen, wiederholtesn kiau, das in ein Schnattern übergehen kann. Auch ein weiches treeet-tee-tee ist zu hören.

## Status
Der Marquesasliest hat ein stark eingeschränktes Verbreitungsgebiet. Er ist in der Marquesas Islands Endemic Bird Area präsent. Die Gesamtpopulation wurde in den 1970er Jahren auf 300 bis 500 Brutpaare auf Tahuata und auf weniger als 50 Paare auf Hiva Oa geschätzt. Auf der letztgenannten Insel war der Marquesasliest im Jahr 1990 äußerst selten und im Februar 1997 wurde er zuletzt im Atuona-Tal nachgewiesen. Suchen in den Jahren 2001, 2004 und 2006 erwiesen sich als Fehlschläge und daher gilt der Marquesasliest auf Hiva Oa heute als ausgestorben.
Die verbleibende Tahuata-Population ist auf 695 Vögel im Jahr 2003 und 401 bis 484 Vögel im Jahr 2011 zurückgegangen. Die Gesamtpopulation wird daher auf 260 bis 320 geschlechtsreife Individuen geschätzt. Die Einführung des Virginiauhus (Bubo virginianus) und des Hirtenmainas (Acridotheres tristis) sowie der Hausratte (Rattus rattus) wurden für den Rückgang der Population auf Hiva Oa verantwortlich gemacht, jedoch existieren diese Tiere bereits seit den ersten Jahrzehnten des 20. Jahrhunderts auf den Inseln. Der Wald im Hochland ist durch verwilderte Nutztiere stark beschädigt worden.
Möglicherweise sind andere, noch nicht identifizierte Faktoren für die prekäre Situation des Marquesasliests verantwortlich. Er galt ab 1994 als „stark gefährdet“ (endangered), wurde jedoch 2009 in die Kategorie „vom Aussterben bedroht“ (critically endangered) der IUCN Red List hochgestuft, nachdem er auf Hiva Oa vermutlich ausgerottet worden war. Heut lebt er nur noch auf einer einzigen kleinen Insel, auf der sein Bestand wahrscheinlich aufgrund der Verschlechterung seines Lebensraums und der Nachstellung durch Beutegreifer rückläufig ist.